# Жерновка
Жерно́вка (каз. Жерновка) — село у складі Бородуліхинського району Абайської області Казахстану. Адміністративний центр Жерновського сільського округу.
Населення — 629 осіб (2021; 893 у 2009, 1105 у 1999, 1250 у 1989).
Національний склад станом на 1989 рік:
- росіяни — 72 %